# Malden (Paesi Bassi)

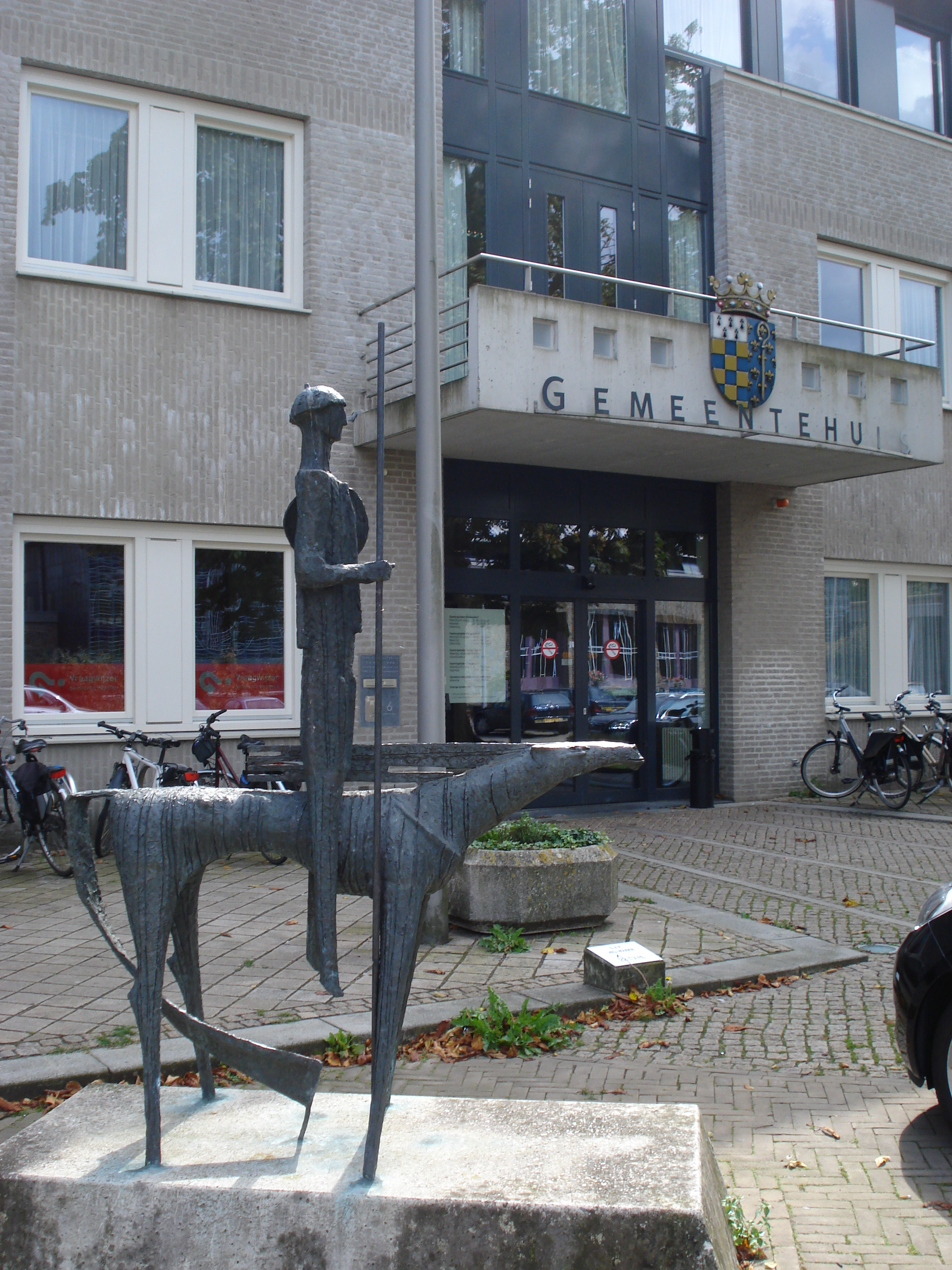
Malden: scultura di fronte al municpio

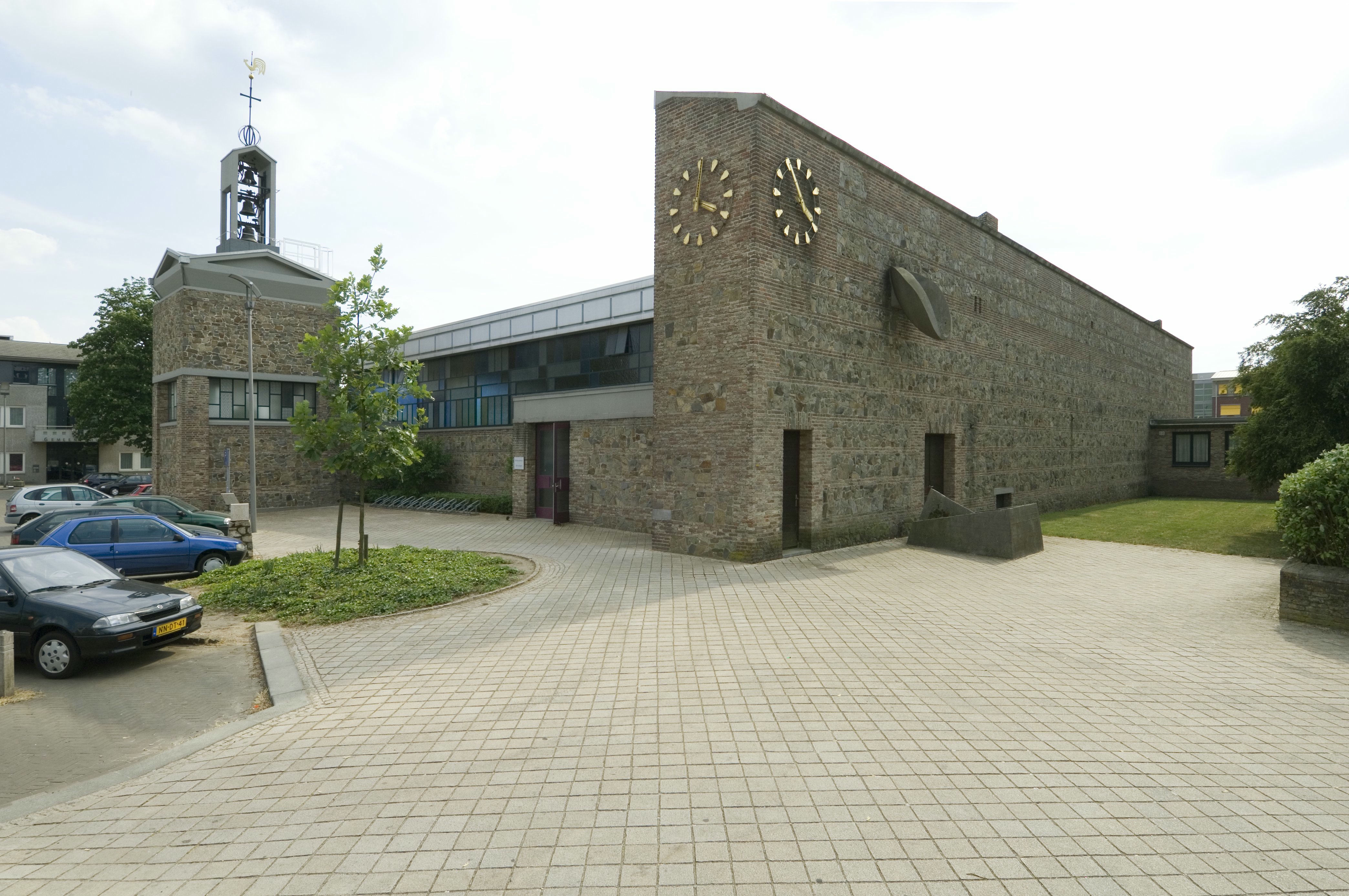
Malden: l'Antonius Abtkerk

Malden è una località di circa 11.000 abitanti del centro dei Paesi Bassi, facente parte della provincia della Gheldria e situata nella regione di Rijk van Nijmegen, al confine con la Germania. È il capoluogo e il centro maggiore della comune di Heumen.
Storicamente, costituiva una signoria.

## Geografia fisica
Malden si trova nella parte meridionale della provincia della Gheldria, al confine con la provincia del Brabante Settentrionale e con il Land tedesco della Renania Settentrionale-Vestfalia, a pochi chilometri a sud di Nimega e a pochi chilometri ad ovest di Groesbeek.

## Storia
La zona in cui sorge Malden è abitata almeno sin dal 700 a.C., come dimostrano alcuni reperti archeologici rinvenuti in loco.
La località è menzionata per la prima volta nel 1247 in un documento redatto nel monastero di Sant'Agata di Cuijk. Sempre nel XIII secolo, si hanno anche notizie di un castello in loco, il castello di Malden.
Nel 1769, la signoria di Malden fu acquisita dalla città di Nimega e fu formata la signoria di Heumen e Malden.
Ancora nel 1840, Malden era un piccolo villaggio con appena 94 case e 680 abitanti.

## Monumenti e luoghi d'interesse
Malden vanta un unico edificio classificato come rijksmonument e 7 edifici classificato come gemeentelijke monumenten.

### Architetture religiose

#### Antonius Abtkerk
Principale edificio religioso di Malden è la Antonius Abtkerk, costruita nel 1836 e in disuso dal 1960.

## Società

### Evoluzione demografica
Al censimento del 2011, Malden conta una popolazione pari a 11.330 persone, di cui 5.695 erano donne e 5.365 erano uomini.

## Cultura

### Musei
- Accordeon en Harmonica Museum, museo dedicato agli strumenti musicali[3][8]